# Spinocentruropsis papuanus
Spinocentruropsis papuanus là một loài bọ cánh cứng trong họ Cerambycidae.